# Alisia Dragoon
Alisia Dragoon (アリシア ドラグーン) är ett plattformsspel utgivet 1992 till Sega Mega Drive. Spelet utvecklades av Game Arts, som också utgav spelet i Japan, tillsammans med Gainax. Huvudfiguren är Alisia, en ung kvinna som skall rädda världen från de onda makter, som dödade hennes far.
Spelet utgavs i Nordamerika och Europa av Sega.

### Fotnoter
1. ↑  ”Alisia Dragoon” (på engelska). IGN. 10 mars 1992. http://cheats.ign.com/objects/006/006188.html. Läst 27 maj 2014.